# シブザイル
『シブザイル』は、2020年3月31日から2021年1月1日まで、AbemaTVで配信されていたバラエティ番組。

## 概要
LDHの総合エンタテインメントの祭典「LDH PERFECT YEAR 2020」とAbemaTVのコラボレーションプロジェクトの第1弾として『シブザイル 〜シブ8 from EXILE TRIBE〜』が始まった。毎週火曜午後8時より東京・渋谷にある公開スタジオUDAGAWA BASEにEXILE TRIBEのメンバーを迎えて生配信された。メインMCの佐藤と陣は、2020年の元日にAbemaTVで生配信された番組『EXILE TRIBE 大集合! LDH 新年レモンサワー打ち上げ生潜入SP』でもMCを担当していた。
新型コロナウイルスの感染拡大の状況を受け、公開スタジオUDAGAWA BASEから非公開での配信となった。
第23回の同年9月1日からは午後9時開始となり、番組名が『シブザイル』となった。
2021年1月1日午前0時30分から放送の『あけましてシブザイル〜元日からEXILE TRIBE生放送SP』が最終回となった。

## 出演者

### メインMC
- 佐藤大樹（EXILE、FANTASTICS from EXILE TRIBE）
- 陣（THE RAMPAGE from EXILE TRIBE）

## 放送リスト
| 回 | 配信開始日 | ゲスト                                                                                         |
| -- | ---------- | ---------------------------------------------------------------------------------------------- |
| 1  | 3月31日    | 三代目 J SOUL BROTHERS from EXILE TRIBE                                                        |
| 2  | 4月7日     | GENERATIONS from EXILE TRIBE                                                                   |
| 3  | 4月14日    | TETSUYA、NESMITH                                                                               |
| 4  | 4月21日    | LIKIYA、山本彰吾、吉野北人、浦川翔平、長谷川慎                                                 |
| 5  | 4月28日    | 日髙竜太、深堀未来、奥田力也                                                                   |
| 6  | 5月5日     | SHOKICHI、NAOTO、白濱亜嵐、RIKU、中島颯太、砂田将宏                                            |
| 7  | 5月12日    | 鈴木伸之、小野塚勇人、佐藤寛太                                                                 |
| 8  | 5月19日    | 加納嘉将、海沼流星、松井利樹、砂田将宏                                                         |
| 9  | 5月26日    | 松本利夫、ÜSA、MAKIDAI（サプライズゲスト：ATSUSHI）                                            |
| 10 | 6月2日     | 山下健二郎、小澤雄太                                                                           |
| 11 | 6月9日     | DOBERMAN INFINITY                                                                              |
| 12 | 6月16日    | 片寄涼太、佐野玲於、中務裕太                                                                   |
| 13 | 6月23日    | 川村壱馬、吉野北人                                                                             |
| 14 | 6月30日    | 今市隆二、登坂広臣                                                                             |
| 15 | 7月7日     | FANTASTICS from EXILE TRIBE                                                                    |
| 16 | 7月14日    | TETSUYA、小林直己、白濱亜嵐                                                                    |
| 17 | 7月21日    | 佐藤晴美、楓、坂東希、山口乃々華（サポートMC：山本彰吾）                                       |
| 18 | 7月28日    | AKIRA（サポートMC：RIKU）                                                                      |
| 19 | 8月4日     | LIKIYA、鈴木昂秀、海沼流星（サポートMC：岩谷翔吾）                                             |
| 20 | 8月11日    | BALLISTIK BOYZ from EXILE TRIBE（サポートMC：浦川翔平）                                        |
| 21 | 8月18日    | 神谷健太、与那嶺瑠唯、藤原樹（コーナーゲスト：日高竜太、松井利樹）                             |
| 22 | 8月25日    | 秋山真太郎、小澤雄太、町田啓太（コーナーゲスト：加納嘉将、砂田将宏）                           |
| 23 | 9月1日     | GS、KAZUKI、武知海青、龍、深堀未来、奥田力也                                                   |
| 24 | 9月8日     | 山下健二郎、今市隆二、澤本夏輝、木村慧人                                                       |
| 25 | 9月15日    | 橘ケンチ、NESMITH、佐野玲於、中務裕太、佐藤晴美、MIYUU、須田アンナ（アシスタントMC：岩谷翔吾） |
| 26 | 9月22日    | MC：橘ケンチ、NESMITH、陣（ゲスト：RIKU、藤原樹）                                              |
| 27 | 9月29日    | 長谷川慎、龍、鈴木昂秀、後藤拓磨（アシスタントMC：浦川翔平）                                   |
| 28 | 10月6日    | SHOKICHI、CrazyBoy                                                                             |
| 29 | 10月13日   | 青柳翔、小野塚勇人、八木将康（アシスタントMC：岩谷翔吾）                                       |
| 30 | 10月20日   | DEEP SQUAD                                                                                     |
| 31 | 10月27日   | GENERATIONS、THE RAMPAGE from EXILE TRIBE、FANTASTICS、BALLISTIK BOYZ                          |
| 32 | 11月3日    | 加納嘉将、奥田力也、松井利樹（コーナーゲスト：渡辺明）                                         |
| 33 | 11月10日   | FANTASTICS                                                                                     |
| 34 | 11月17日   | NAOTO、山下健二郎                                                                              |
| 35 | 11月24日   | DOBERMAN INFINITY                                                                              |
| 36 | 12月1日    | 楓、佐藤晴美、鷲尾伶菜、武部柚那                                                               |
| 37 | 12月8日    | THE RAMPAGE                                                                                    |
| 38 | 12月15日   | TAKAHIRO、黒木啓司                                                                             |

## 企画
| 回 | 配信開始日 | 企画内容                                                                                                 |
| -- | ---------- | --- |
| 1  | 3月31日    | 出来て当たり前ザイル（全員でストップウォッチ10秒目指せ）、シブザイル相関図、みんなで #ドライブダンス     |
| 2  | 4月7日     | 離れていても心は1つ全員一致ゲーム、シブザイル相関図、絵心伝心ゲーム                                      |
| 3  | 4月14日    | 待ったなし突然TRIBE、シブザイル相関図、おうちダンスリレー                                                |
| 4  | 4月21日    | 待ったなし突然TRIBE、EXILE TRIBE “1秒”イントロクイズ、シブザイル相関図、おうちダンスリレー               |
| 5  | 4月28日    | 待ったなし突然TRIBE、シブザイル相関図、リモートプレゼントチョイス、おうちダンスリレー                    |
| 6  | 5月5日     | EXILE TRIBE楽曲AWARD2時間SP                                                                              |
| 7  | 5月12日    | リモート演技力選手権、シブザイル相関図                                                                   |
| 8  | 5月19日    | ロン毛サプライズ、#家DANグランプリ、BBZ愛を試すバリスティッククイズ、シブザイル相関図                    |
| 9  | 5月26日    | シブザイル相関図、EXILE都市伝説これってウソorホント?!                                                    |
| 10 | 6月2日     | リモート演技選手権、シブザイルドラフト3                                                                  |
| 11 | 6月9日     | LDH川柳、EXILE TRIBE顔占い、シブザイル男子校「恋のお悩み相談室」                                         |
| 12 | 6月16日    | 渋谷クイズ王決定戦                                                                                       |
| 13 | 6月23日    | シブザイル一問一答クイズ、シブザイル相関図、シブザイルドラフト３、オンライン写真集                       |
| 14 | 6月30日    | 2人で射貫け!ストラックアウト、最先端プリを撮ろう、加工アプリで女性化、シブザイルドラフト３               |
| 15 | 7月7日     | 渋谷カッコつけクイズ、ファンタスティックアンケート、七夕にファンタの願いを                               |
| 16 | 7月14日    | 他グループに聞きザイル＆褒めザイル、シブザイルポーズを探せ、俺は誰ザイル?!、シブザイルキャスティング会議 |